# Owinnik

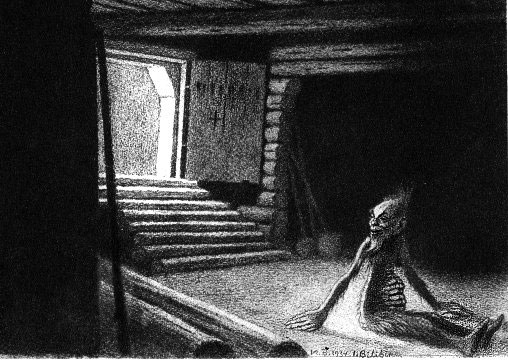
Illustration von Iwan Bilibin (1934)

Owinnik (russisch Овинник, plural ebenfalls Owinnik) ist ein Hausgeist aus der slawischen Mythologie.
Im traditionellen Volksglauben der Ostslawen war er ein Geist, der in der Scheune auf der Tenne lebte. Der Owinnik wird äußerlich als große, zottelige schwarze Katze, die auf dem Grundstück herumstreunt, mit Augen, die wie Kohlen brennen, beschrieben. Je nach geografischer Lage kann er auch andere Formen annehmen. In der Region Smolensk erscheint er in Form eines Widders und in der Region Kostroma konnte er die Gestalt eines toten Menschen annehmen. Das Wort Owinnik kommt von Owin (Scheune).
Die Hauptaufgabe des Owinnik bestand darin, die Scheunen vor Feuer zu schützen, die Reihenfolge beim Ablegen der Garben zu überwachen und dafür zu sorgen, dass das Getreide bei starkem Wind nicht austrocknet. In christlicher Zeit wurde die Schilderung über den Owinnik von Predigern als Schreckgespenst ersonnen, das man nur an Ostersonntag zur Zeit des Morgengottesdienstes sehen konnte. Damit wurde er auf die gleiche Stufe gestellt wie Teufel und Zauberer, die man nur am Ostersonntag erkennen konnte. Jedoch bewahrte das Volk die Verehrung des Owinnik als Schutzgeist, der über die Beobachtung christlicher Feiertage wacht.  An Feiertagen, insbesondere an Kreuzerhöhung, am Tag der Heiligen Thekla (23. September) und Mariä Schutz und Fürbitte, erlaubte der Owinnik nicht, dass die Scheunen geheizt werden, da nach alten Dorftraditionen die Scheunen an diesen Tagen ruhen müssen. Wenn diese seit Jahrhunderten geltenden Gesetze verletzten wurden, konnte dies schwerwiegende Folgen haben, darunter den Tod.
Um den Owinnik froh zu stimmen, wurden oft Kuchen in die Scheune gebracht. Manche Stallbesitzer begannen erst mit dem Heizen ihres Stalles, wenn sie den Owinnik um Erlaubnis gefragt haben. Als die Garben getrocknet waren, verneigte sich der Bauer und dankte dem Owinnik. Der Owinnik soll nie das Haus eines Grundstücks betreten haben, weil er Angst vor dem Domowoi hatte, der stärker ist als er.